# Feminnem
Feminnem este o formație muzicală din Croația. Este constituită din trei femei: Neda Parmać, Pamela Ramljac și Nika Antolos. A reprezentat Bosnia și Herțegovina la Concursul Muzical Eurovision 2005. De asemenea, a reprezentat Croația la concursul Eurovision 2010 cu melodia „Lako je sve”. 